# Cercle de Kidal
Le cercle de Kidal est une collectivité territoriale malienne dans la région de Kidal.

## Subdivisions
Il compte 3 communes : Anéfif, Essouk, Kidal.
Depuis 2023, le cercle est divisé en 3 arrondissements et 3 communes, il est codé en  0801.
| Code   | Arrondissement                  |
| ------ | ------------------------------- |
| 080101 | Arrondissement central de Kidal |
| 080102 | Arrondissement de Essouk        |
| 080103 | Arrondissement de Agharous      |

| Code     | Commune  |
| -------- | -------- |
| 08010101 | Kidal    |
| 08010201 | Essouk   |
| 08010301 | Agharous |